# آویا بی‌اچ-۲۸
آویا بی‌اچ-۲۸ (به انگلیسی: Avia_BH-28) یک هواگرد ملخ‌پیشین تک‌موتوره از نوع شناسایی ساخت شرکت Avia است. هواگرد آویا بی‌اچ-۲۸ نخستین پروازش را در ۱۹۲۷ میلادی انجام داد. در مجموع، تعداد ۱ فروند از این هواگرد ساخته شده‌است.
طراح این هواگرد، Pavel Beneš and Miroslav Hajn بود.